# Adkins-Peterson-reactie
De Adkins-Peterson-reactie is een organische reactie waarbij methanol met behulp van luchtzuurstof geoxideerd wordt tot formaldehyde. De reactie maakt gebruik van een metaaloxide als katalysator, zoals ijzer(III)oxide, molybdeen(VI)oxide of een combinatie van beide.
De reactie werd ontwikkeld door Homer Burton Adkins en Wesley R. Peterson.